# Distretto di Pengshan
Il distretto di Pengshan (彭山区S, Péngshān QūP) è un distretto della Cina, situato nella provincia di Sichuan e amministrato dalla prefettura di Meishan.